# 苔巢金丝燕
苔巢金丝燕（学名：Aerodramus salangana）是雨燕科的一种金丝燕。部分分类学家认为它们是纯色金丝燕的亚种。分布于苏门答腊和爪哇岛西侧的婆罗洲北部、纳土纳和德拉旺群岛。其自然栖息地为亚热带或热带的湿润低地森林。